# Хоффмайстер, Франц
Франц Хоффмайстер (нем. Franz Hofmeister; 30 августа 1850, Прага, Богемия, Австрийская империя — 26 июля 1922, Вюрцбург) — немецкий физиолог, биохимик, химик, педагог, профессор фармакологии Карлова университета в Праге.

## Биография

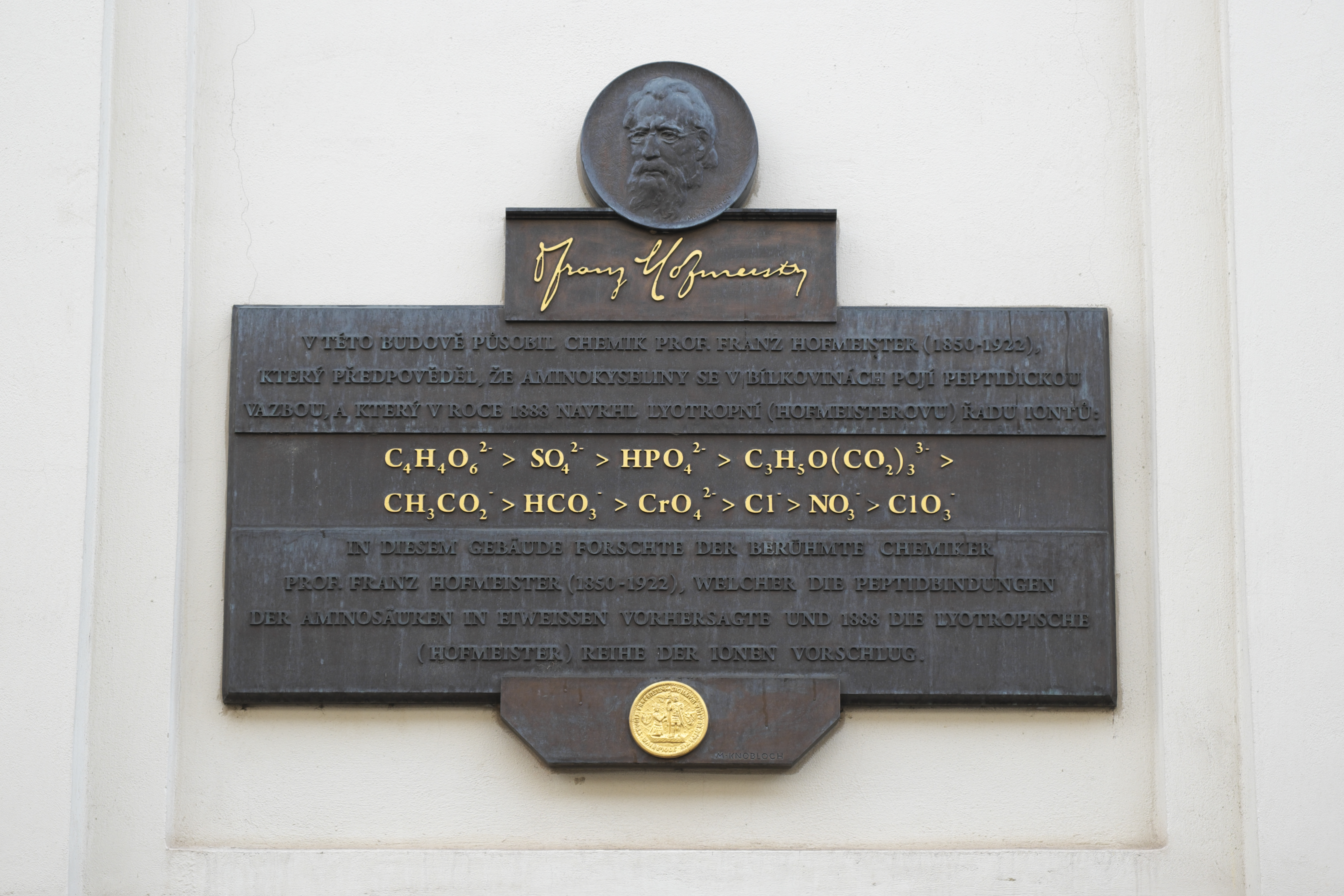
Мемориальная таблица в Праге

Сын пражского врача. Изучал медицину в Пражском университете.
Продолжил учёбу в Лейпциге. В 1879 году под руководством Освальда Шмидеберга прошёл процесс хабилитации.
В 1883 году — экстраординарный, в 1884 году — ординарный профессор фармакологии в университете Праги, в 1896 году — профессор физиологической химии в университете Страсбурга.
Занимался исследованиями в области физиологической химии. Основным направлением деятельности Ф. Хоффмайстера была химия белков. В 1902 году на встрече немецких естествоиспытателей и врачей в Карловых Варах он первым независимо и одновременно с Эмилем Фишером предложил пептидную теорию строения белка. В его лаборатории было проведено множество исследований крови, мочи, пищеварения и абсорбции, а также органов внутренней секреции, в последние годы его деятельности была проведена важная работа по проблемам витаминов.
Среди его учеников Густав Эмбден, Яков Парнас и другие.
В его честь названа серия Хоффмайстера, в которой уточняется влияние ионов на растворимость белков в воде.

## Избранные труды
- «Beiträge zur Lehre vom Pepton»;
- «Untersuchungen über Resorption und Assimilation der Nährstoffe»;
- «Zur Lehre von der Wirkung der Salze»;
- Unters, üb. d. Quellungsvorgang, in: Archiv f. experimentelle Pathol. u. Pharmakol. 27, 1890;
- Bildung d. Harnstoffs durch Oxydation, ebd. 37, 1896;
- Bau d. Eiweißmoleküls, in: Verhh. d. Ges. Dt. Naturforscher u. Ärzte 74, 1902.